# راي مورغان
راي مورغان (بالإنجليزية: Ray Morgan)‏ هو لاعب كرة قاعدة أمريكي، ولد في 14 يونيو 1889 في بالتيمور في الولايات المتحدة، وتوفي بنفس المكان في 15 فبراير 1940.